# Salzgitter-Gesetz
Die Verordnung über Gebietsbereinigungen im Raume der Hermann-Göring-Werke Salzgitter (auch Salzgitter-Gesetz genannt) vom 25. Juni 1941 war eine Verordnung des Reichsministeriums des Innern zur territorialen Neuordnung der Grenzen der Freistaaten Braunschweig und Preußen im Zuge der vom NS-Regime betriebenen Gleichschaltung, Flurbereinigung und Wirtschaftsförderung. Ziel war es, neben der territorialen Arrondierung Mitteldeutschlands die Voraussetzung für den Ausbau der Reichswerke Hermann Göring und Schaffung des Stadtkreises Watenstedt–Salzgitter zu schaffen. Die Verordnung betraf die preußischen Provinzen Hannover und Sachsen sowie das Land Braunschweig. Es basierte auf Artikel 5 des Gesetzes über den Neuaufbau des Reichs vom 30. Januar 1934. Sie wurde vom Reichsminister des Innern Wilhelm Frick ausgefertigt und trat am 1. August 1941 in Kraft. 
Am 1. April 1942 verfügte der Reichsstatthalter von Anhalt und Braunschweig, Rudolf Jordan, die Gründung der Stadt Watenstedt–Salzgitter.

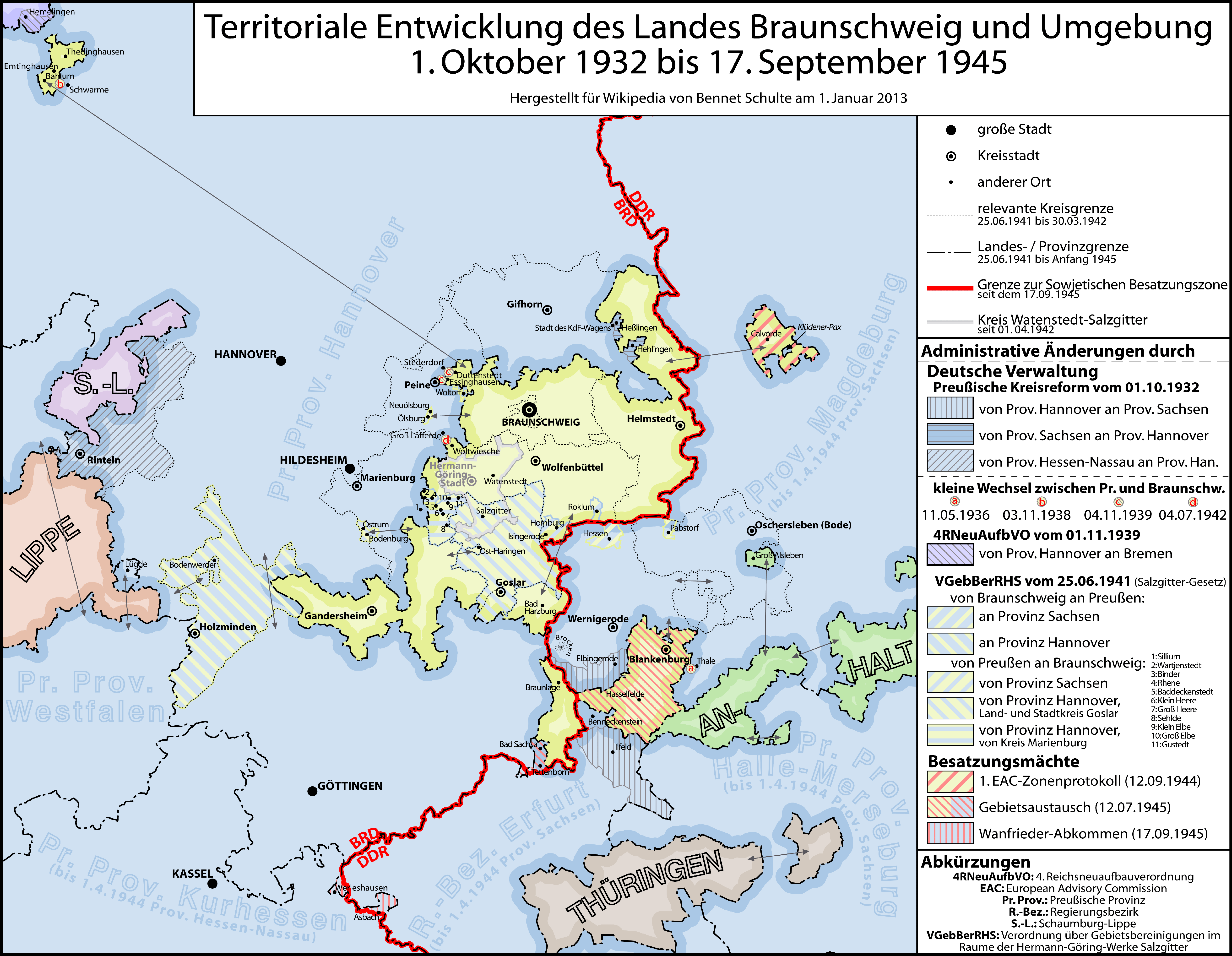
Territoriale Änderungen im Gebiet Braunschweig 1932 bis 1945

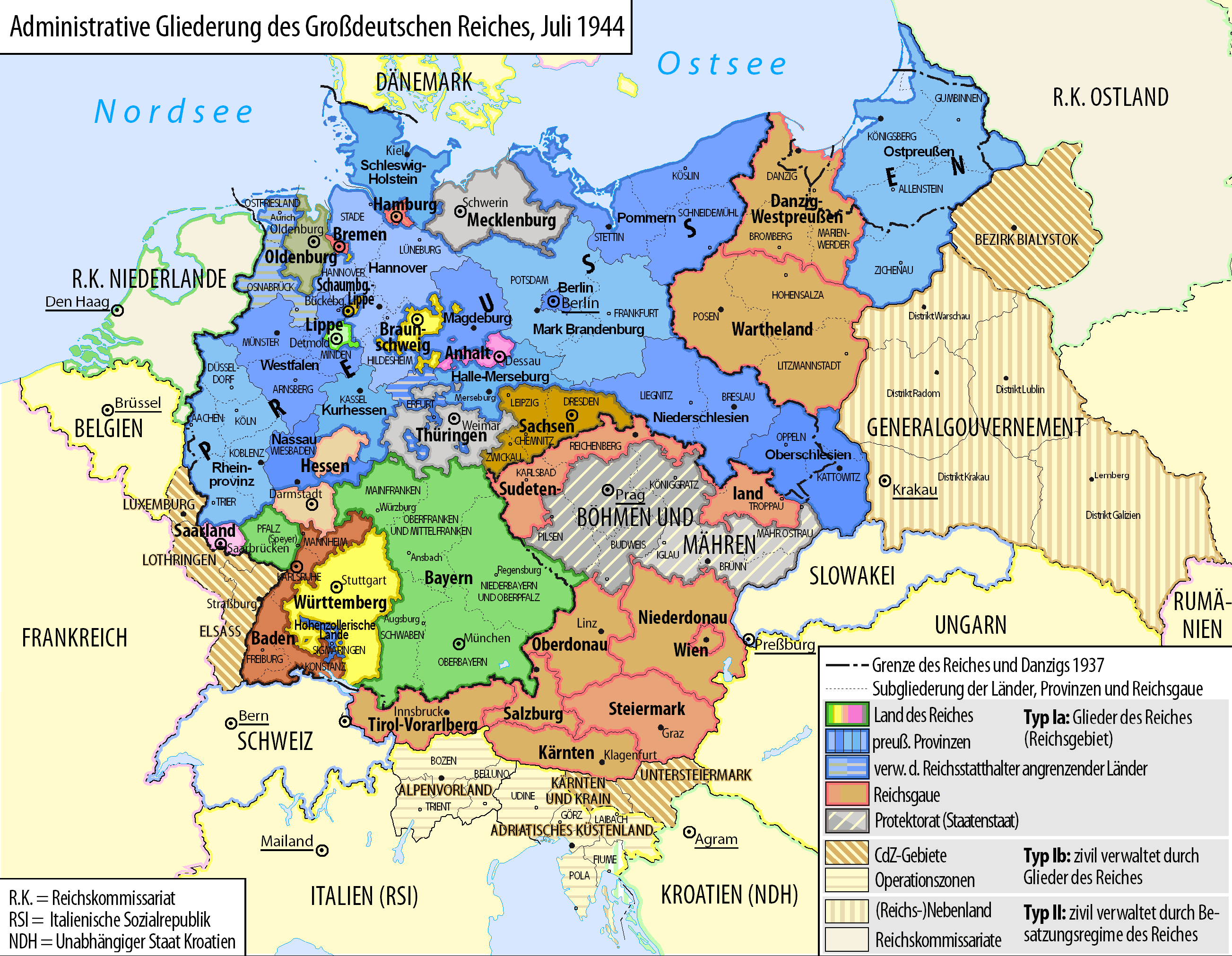
Großdeutsches Reich (Länder und Gaue) 1944

## Inhalt

### § 1 Gebiete die vom Land Preußen zum Land Braunschweig wechseln

#### Von der Provinz Hannover
- Landkreis Goslar
- Stadtkreis Goslar
- Gemeinden aus dem Landkreis Marienburg (Regierungsbezirk Hildesheim) in den Landkreis Wolfenbüttel:
  - Wartjenstedt
  - Binder
  - Rhene
  - Baddeckenstedt
  - Groß Elbe
  - Klein Elbe
  - Gustedt
  - Groß Heere
  - Klein Heere
  - Sehlde
  - Sillium, die Teile:
    - „die im Norden von der Grenze zwischen der Feldmark und dem bisherigen Staatsforst Sillium, im Osten und Süden von der bisherigen Gemeindegrenze und im Westen ebenfalls von der bisherigen Gemeindegrenze sowie in deren nördlicher Verlängerung von einer in der Mitte des Sennebachs verlaufenden Linie umschlossen sind.“

#### Von der Provinz Sachsen
- Gemeinden aus dem Landkreis Wernigerode (Regierungsbezirk Magdeburg) in den Landkreis Wolfenbüttel:
  - Hornburg
  - Isingerode
  - Roklum

### § 2 Gebiete die vom Land Braunschweig zum Land Preußen wechseln

#### In die Provinz Hannover
- der Landkreis Holzminden (zum Regierungsbezirk Hildesheim)
- aus dem Landkreis Gandersheim (zum Landkreis Marienburg) die Gemeinden:
  - Bodenburg
  - Östrum
- aus dem Landkreis Braunschweig (zum Landkreis Peine) die Gemeinden:
  - Ölsburg
  - Neuölsburg
  - Woltorf, die Teile, auf denen das Land Braunschweig Hoheitsrechte ausübt

#### In die Provinz Sachsen
- aus dem Landkreis Wolfenbüttel (zum Landkreis Wernigerode) die Gemeinde:
  - Hessen
- aus dem Landkreis Wolfenbüttel (zum Landkreis Oschersleben) die Gemeinde:
  - Pabstorf

### § 3 bis 8
Behandeln die Rechte des Landes Braunschweig an dem Bitumenvorkommen im Landkreis Holzminden und Einzelheiten der Durchführung des Gebietstausches.

## Schaffung des Stadtkreises Watenstedt–Salzgitter
Im Harzer Vorland, mit geschätzten zwei Milliarden Tonnen Eisenerz die bedeutendsten innerdeutschen Erzvorkommen, sollten die Reichswerke Hermann Göring errichtet werden. Sie sollten jährlich 6 Millionen Tonnen Erz fördern und mit 32 Hochöfen 4 Millionen Tonnen Stahl produzieren (1/4 der gesamtdeutschen Produktion, 2 % der damaligen Welterzeugung). Damit sich das Werk wirtschaftlich gut entwickeln konnte, wurde im Vorfeld durch das „Salzgitter-Gesetz“ eine einheitliche Verwaltungsstruktur im gesamten Raum geschaffen. Zusätzlich sollte ein Gebiet von 209 km² Fläche, in dem es nur mehrere kleine Ortschaften gab, zur Großstadt mit 250.000 Einwohnern ausgebaut werden. Das 300-Einwohnerdorf Lebenstedt sollte als „Hermann-Göring-Stadt“ den Stadtkern bilden. Adolf Hitler hatte den Namen für die gesamte Stadt abgelehnt, so dass die braunschweigische Landesregierung durchsetzen konnte, dass der führende Teil des Doppelnamens der Name der braunschweigischen Gemeinde Watenstedt wurde. 
Nach dem Inkrafttreten des raumordnenden „Salzgitter-Gesetzes“ am 1. August 1941 verfügte am 1. April 1942 der Reichsstatthalter von Anhalt und Braunschweig, Rudolf Jordan, die Gründung der Planstadt Watenstedt–Salzgitter aus sieben Gemeinden des zum Land Braunschweig gekommenen Landkreises Goslar und 21 Gemeinden des braunschweigischen Landkreises Wolfenbüttel. 26 Tage später, am 27. April 1942, wurde sie zur kreisfreien Stadt erhoben.

## Folgen
Durch vier kleinere Verordnungen (1936, 1938, 1939 und 1942) und der größten, dem „Salzgitter-Gesetz“, wurden die Grenzen des Freistaates Braunschweig teilweise stark modifiziert. Die territoriale Zersplitterung Braunschweigs wurde minimiert. Der Landkreis Gandersheim und die Exklave Bad Harzburg wurden mit dem Kerngebiet verbunden und bildeten nun ein kompakteres Territorium. Betrug die Zahl größerer Exklaven um das Braunschweiger Kernterritorium vor 1941 noch sieben, wurden sie durch das Gesetz auf drei (Thedinghausen, Blankenburg und Calvörde) reduziert. Die beiden letzteren lagen nach 1945 in der sowjetischen Besatzungszone. Der in der britischen Besatzungszone verbliebene Rest des Landkreises Blankenburg bestand noch bis 1972, Sitz der Kreisverwaltung war Braunlage. 
Eine ähnliche, da mit Braunschweig räumlich verwobene, Entwicklung nahm die preußische Provinz Hannover. Sukzessiv wurde sie von ihren historisch gewachsenen, aber administrativ unvorteilhaften Ex- und Enklaven befreit. Zum einen wurden durch Gebietsreformen im Freistaat Preußen Gebiete mit der Provinz Sachsen und der Provinz Hessen-Nassau getauscht, zum anderen wurde die räumliche Zersplitterung zuletzt durch das Salzgitter-Gesetz nahezu beseitigt. 
Das Salzgitter-Gesetz kann im größeren Kontext daher auch als Teil der Flurbereinigung des heutigen Landes Niedersachsen betrachtet werden.

## Fortwirkung
Die Verordnungen wurden von den Alliierten nicht rückgängig gemacht, sondern durch weitere Vereinbarungen wie dem Zonenprotokoll ausgebaut und auch nach der Wiedervereinigung nicht mehr revidiert. Somit bildet die Entwicklung die Basis der gegenwärtigen Grenze zwischen dem Land Niedersachsen und dem Land Sachsen-Anhalt.